# 内山憲一
内山 憲一（うちやま けんいち、1967年7月23日 - ）は、群馬県伊勢崎市出身の元プロ野球選手（投手）。

## 来歴・人物
小学校4年次に少年野球チームに入部し、野球を始める。
伊勢崎商業高では、2年次の夏にベスト4、3年次の夏にベスト8の成績を残す。1985年のドラフト会議においてヤクルトスワローズに3位指名を受け入団。父の内山和巳も、かつて中日ドラゴンズの投手であった経歴を持っていたため、史上初の親子投手として話題となった。
1990年、MLBの1A・サリナス・スパーズに野球留学した。帰国後の10月10日に一軍デビューを果たす。
1991年には初セーブを挙げる。
1993年に現役を引退した。
1994年から群馬県佐波郡東村（現：伊勢崎市）の村役場に勤務。
1999年には社会人野球の全伊勢崎硬建クラブに入団し、日本で2例目となるアマチュア野球復帰を果たした。
2000年の全日本クラブ野球選手権大会では、胴上げ投手となり優勝に貢献した。オーバースローからスライダー、カーブを武器とした。
2001年3月に村役場を辞職し、4月より義父が設立者であるプレス・工作各種機械の販売・修理・電動工具等を扱う株式会社鈴木商社に入社した。
リトルシニアの前橋シニアにコーチとして18年以上携わり、2022年1月より同チームの監督に就任した。

## 詳細情報

### 年度別投手成績
| 年 度     | 球 団     | 登 板 | 先 発 | 完 投 | 完 封 | 無 四 球 | 勝 利 | 敗 戦 | セ 丨 ブ | ホ 丨 ル ド | 勝 率 | 打 者 | 投 球 回 | 被 安 打 | 被 本 塁 打 | 与 四 球 | 敬 遠 | 与 死 球 | 奪 三 振 | 暴 投 | ボ 丨 ク | 失 点 | 自 責 点 | 防 御 率 | W H I P |
| --------- | --------- | ----- | ----- | ----- | ----- | -------- | ----- | ----- | -------- | ----------- | ----- | ----- | -------- | -------- | ----------- | -------- | ----- | -------- | -------- | ----- | -------- | ----- | -------- | -------- | ------- |
| 1990      | ヤクルト  | 1     | 1     | 0     | 0     | 0        | 0     | 1     | 0        | --          | .000  | 9     | 0.2      | 7        | 0           | 1        | 0     | 0        | 0        | 0     | 0        | 5     | 5        | 67.50    | 12.00   |
| 1991      | ヤクルト  | 11    | 0     | 0     | 0     | 0        | 0     | 0     | 1        | --          | ----  | 88    | 19.2     | 20       | 2           | 9        | 1     | 1        | 19       | 2     | 0        | 8     | 8        | 3.66     | 1.47    |
| 通算：2年 | 通算：2年 | 12    | 1     | 0     | 0     | 0        | 0     | 1     | 1        | --          | .000  | 97    | 20.1     | 27       | 2           | 10       | 1     | 1        | 19       | 2     | 0        | 13    | 13       | 5.75     | 1.82    |

### 記録
- 初登板・初先発登板：1990年10月10日、対横浜大洋ホエールズ26回戦（横浜スタジアム）、2/3回5失点で敗戦投手
- 初セーブ：1991年6月9日、対広島東洋カープ8回戦（福島県営あづま球場）、6回裏から2番手で救援登板・完了、4回無失点

### 背番号
- 47 （1986年 - 1993年）